# Tíkhoie (Primórie)
|  | Per a altres significats, vegeu «Tíkhoie». |

Tíkhoie (en rus: Тихое) és un poble (un possiólok) del krai de Primórie, a l'Extrem Orient de Rússia, que en el cens del 2010 tenia 376 habitants.